# La Bandera (metro de Caracas)
La Bandera es una estación de la línea tres del Metro de Caracas. El nombre de la estación proviene del mismo sector: "La Bandera", ubicada en la Parroquia San Pedro.

## Estructura de la Estación
Posee dos accesos, ambos cercanos.
El nivel "Mezzanina", consta de la boletería y el acceso a los andenes, asimismo posee algunos locales comerciales. El nivel "Andenes", consta de un andén isla o central, igualmente un lado acceso hacia la Rinconada, y otro hacia Plaza Venezuela, respecto al embarque de trenes.

## Alrededores de la Estación
La estación está cerca de unas grandes avenidas y un cruce amplio, pero porque las pendientes cercanas son empinadas; en sus alrededores no hay edificios de gran escala. Asimismo, se encuentra en las cercanías del terminal público más importante de la ciudad, el "Terminal de La Bandera", además se encuentra en las cercanías del parque de atracciones más importantes de la ciudad: "Parque Italo Americano"; asimismo se encuentra cercana a numerosos locales comerciales de compañías importantes.
- Datos: Q5661169
- Multimedia: La Bandera (Caracas Metro) / Q5661169